# Mont Buffalo
Le mont Buffalo est un plateau montagneux situé dans l'État de Victoria, à 200 km au nord-est de Melbourne.

## Géographie

### Topographie

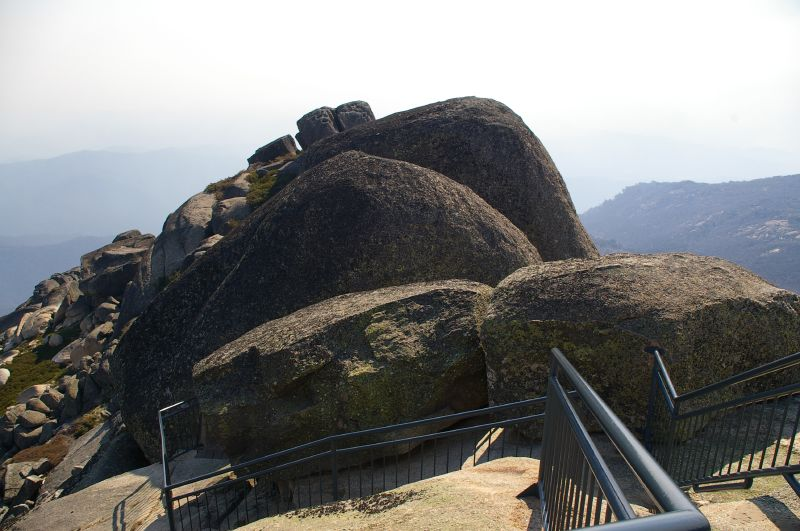
Les rochers de granite de The Horn

Le mont Buffalo est un plateau moyennement élevé, culminant à 1 723 m d'altitude, dans l'ouest des Alpes australiennes du Victoria. Son sommet est coiffé d'impressionnants blocs de granite. Vue du nord, la montagne est particulièrement remarquable, le point accessible le plus élevé étant un pic proéminent appelé The Horn (« la Corne »). Un chemin pédestre y mène, et les visiteurs peuvent y admirer le panorama sur 360°.

### Faune
À cause de la gamme d'altitude que connaît le parc, les habitats animaliers y sont variés. Les forêts du piémont abritent des kangourous, plusieurs espèces de phalangers et de phalangers volants. Des mammifères plus petits, comme des rats et des souris indigènes, habitent le plateau, tandis qu'on retrouve le wombat dans tous les habitats. Oreixenica orichora paludosa est une espèce de papillon qui ne se trouve que sur le plateau du mont Buffalo. Le bogong fréquente les crevasses des rochers du Horn, et il est fréquent de voir de jour des oiseaux plonger dans ces crevasses pour s'en nourrir, et les chauve-souris faire de même la nuit. Le faucon pèlerin niche parfois sur les faces granitiques. La perruche de Pennant, brillamment colorée, est abondante dans tout le parc.

### Flore
On dénombre dans le parc plus de 550 espèces indigènes, la plupart étant des variétés alpines ou sub-alpines. Les basses pentes accueillent des populations mixtes d’Agonis flexuosa et d'eucalyptus, dont le gommier Bogong (Eucalyptus chapmaniana). Vers 1 100 m d'altitude, on rencontre des futaies pures d’Eucalyptus delegatensis, et au-dessus de 1 300 m des forêts sub-alpines de gommier des neiges (Eucalyptus pauciflora). La majorité du plateau se trouve à 1 500 m d'altitude, où les arbres laissent la place aux prairies, et où, dans les cours d'eau, on trouve des espèces de marais et de tourbières, comme la sphaigne et Calorophus lateriflorus.
Un eucalyptus endémique, le gommier de Buffalo (Eucalyptus mitchelliana), pousse sur les affleurements granitiques en altitude. Il existe encore d'autres plantes endémiques : Grevillea alpivaga, Acacia phlebophylla et Babingtonia crenulata. Pratia gelida est une espèce rare qui ne se trouve que dans une petite zone d’Hospice Plain.
Le pâturage est interdit dans le parc depuis 1957, une des premières interdictions de ce genre dans un parc alpin. Des espèces herbeuses invasives, comme l'arbre aux faisans (Leycesteria formosa), l'achillée et la ronce commune posent un problème constant.

## Histoire
En été, les Aborigènes escaladaient les monts alpins, dont fait partie le mont Buffalo, pour ramasser et se régaler de bogongs, papillons de nuit riches en protéines, qui s'abritent dans les fissures des rochers. Les Aborigènes se rassemblaient aussi pour des cérémonies. 
En 1824, les explorateurs Hume et Hovell baptisèrent ce mont d'après sa vague ressemblance avec un  buffle. Plus tard, des chercheurs d'or et des botanistes commencèrent à rechercher des accès au plateau. Le tourisme ayant débuté dans les années 1880, une zone autour de la spectaculaire Gorge fut réservée comme parc national en 1898. Le parc a depuis été étendu plusieurs fois, et il couvre maintenant l'ensemble du plateau et des pentes environnantes. Le chalet du mont Buffalo fut construit en 1910, peu après la construction de la première route qui mène au plateau. Ce chalet remplaçait quelques logements précédents plus « rustiques ». Pour les générations suivantes, le parc devint une destination favorite pour les vacances, permettant la pratique du ski et du patin à glace, et où furent installés les premiers remonte-pentes d'Australie. Avant-guerre, de nombreux habitants de Melbourne découvrirent la neige pour la première fois grâce à un voyage au mont Buffalo.
Quand le chalet du mont Buffalo était tenu par Victorian Railways, les chemins de fer du Victoria, le restaurant était traité comme une authentique voiture-restaurant. Le personnel portait l'uniforme de la compagnie, utilisait des sifflets et imposait le couvre-feu aux clients. Des tickets de chemin de fer étaient émis pour du matériel ou des activités, comme « Véhicule jusqu'à Wangaratta », ou « skis, bâtons ferrés, chaussettes et bottes, pointure 8/6 ».

## Activités

### Tourisme

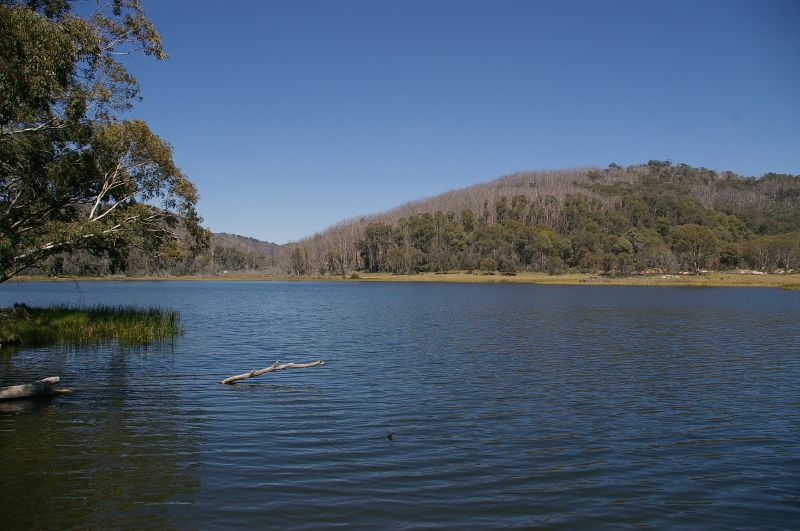
Le lac Catani

Jusqu'en 2007, les visiteurs pouvaient loger à l'antique « chalet du mont Buffalo », construit en 1910. L'exploitant est actuellement en train de négocier sa réouverture avec l'agence gouvernementale, Parks Victoria. L'auberge, Tatra Inn, située à l'extrême ouest du plateau, près de la Cathedral, fut détruite en 2007, à la suite de la perte de contrôle d'un feu destiné à éliminer des broussailles. Depuis le chalet, la vue s'étend sur de vastes plaques granitiques et, en contrebas, sur les spectaculaires vallées de l'Ovens et du Buckland. C'est un site prisé pour l'escalade et le deltaplane. Le terrain de camping du lac Catani est ouvert de novembre à avril. Durant la saison d'hiver, le mont Buffalo est une destination populaire pour les skieurs débutants. Il existe près de la Cathedral (Cresta Run) et à Dingo Dell deux petits domaines skiables, convenant parfaitement aux débutants, ainsi que de nombreuses pistes de ski de fond pour les skieurs plus expérimentés. Les visiteurs peuvent également séjourner dans la ville voisine de Bright.

### Protection environnementale
Mis en place en 1898, le parc qui l'entoure est un des plus anciens parcs des Alpes australiennes. D'une superficie initiale de 1 165 ha, il fut étendu en 1908 à plus de 105 km2, et couvre actuellement une surface de 310 km2, englobant le plateau et des collines avoisinantes.
Fin 2006, des feux de brousse firent rage dans certaines parties du parc, réduisant en cendres le Cresta Lodge.